# Nor’easter

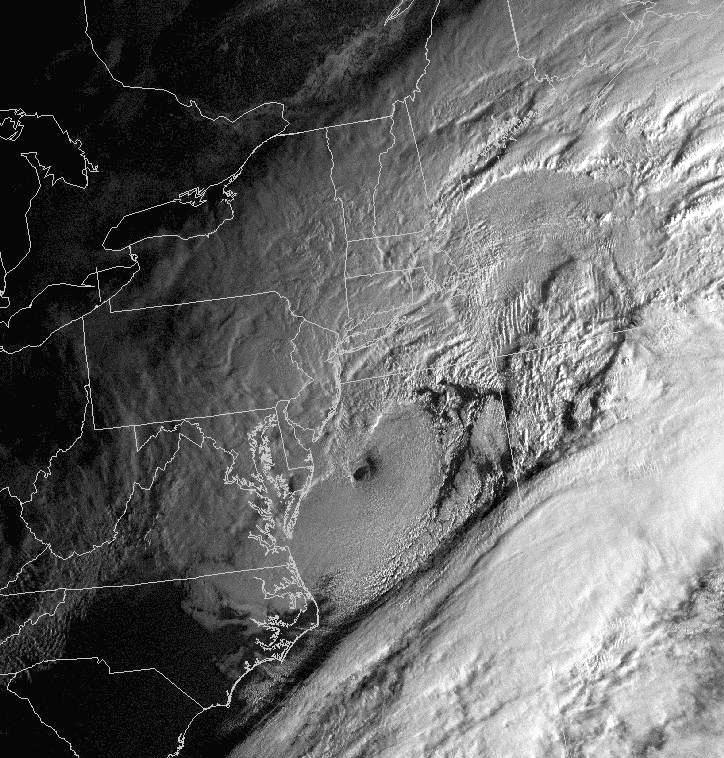
Satellitenbild des Nor’easter, der für den Blizzard 2006 verantwortlich war. Das hurrikanähnliche Zentrum des Sturms ist sichtbar.

Ein Nor’easter (alternativ Northeaster; siehe unten, deutsch etwa Nordoststurm) ist ein großflächiger Sturm, dessen Winde aus nordöstlicher Richtung kommen und hauptsächlich an der Küste im Nordosten der Vereinigten Staaten und den atlantischen Provinzen Kanadas auftreten. Es handelt sich dabei um ein Tiefdruckgebiet, dessen Rotationszentrum knapp vor der Küste liegt und dessen Winde im führenden linken Quadranten über Land aus Nordosten wehen. Das Entstehungsmuster ähnelt dem anderer außertropischer Winde. Diese Stürme können ebenfalls Überflutungen, Küstenerosionen und Orkanböen verursachen.

## Eigenschaften
Diese Stürme wandern in ihrem späteren, intensiven Stadium meist langsam. Bis das Zentrum des Sturmes vorbeizieht, ist der Himmel mit dicken dunklen Wolken verhangen. Während eines einzigen Sturmes kann der Niederschlag von sturzflutartigen Starkregen bis hin zu feinem Sprühregen reichen. Niedrige Temperaturen und Orkanböen bis zu 160 Kilometer pro Stunde sind charakteristisch für Nor’easter-Stürme. Bei wenigen Gelegenheiten bildet ein Nor'easter ein zyklonisches Muster und ein Auge wie bei einem Hurrikan. Der Nordamerikanische Blizzard 2006 war einer dieser Fälle.

## Häufig betroffene Gebiete
Die nordöstlichen Staaten und die atlantischen Provinzen Kanadas, speziell Neuengland und Neuschottland, erleben regelmäßig Nor’easters, meist im Winter und zeitigen Frühjahr, manchmal auch während des Herbstes. Die Stürme können erhebliche Regenmengen und Schneefälle mit sich bringen und dauern oft mehrere Tage an.
Die Atlantikküste kann dabei von der Nordspitze Georgias durch heftige Winde, hohen Wellengang und extreme Regenfälle betroffen werden. In diesem Küstenbereich tragen die Nor’easters wesentlich zu der Stranderosion bei und können niedrig gelegene Gebiete überfluten. Deswegen werden sie von den Anwohnern mehr gefürchtet als die gelegentlichen Hurrikane, da sie regelmäßiger auftreten und die Küstenlinie und nahe Häuser und Einrichtungen stark schädigen.

## Verwendung des Begriffes 'Nor’easter' und seine Herkunft
Der Ausdruck „Nor’easter“ hat seinen Ursprung im Britischen Englisch und rührt von den Markierungen auf dem Kompass und den Windrichtungen oder dem Segelkurs her. Dem Oxford English Dictionary (OED) zufolge wurde der Begriff nore für nord erstmals 1612 von Dekker verwendet („How blowes the winde Syr?“ „Wynde! is Nore-Nore-West.“), während die Verwendung des Begriffes „noreast“ erstmals durch Davis im Jahre 1594 erfolgte („Noreast by North raiseth a degree in sayling 24 leagues.“). Das OED gibt die erste Benutzung des Begriffes nor’easter für das Jahr 1836 in einer Übersetzung eines Werkes von Aristophanes an.
Die Verwendung der Form nor’easter ist üblich an der Ostküste der Vereinigten Staaten, aber in Neuengland umstritten. Es wird argumentiert, dass nor’easter keine Basis in den örtlichen Dialekten hat und deswegen wird das Wort als Fake bezeichnet, wobei die historische maritime Herkunft des Ausdruckes abgewiesen wird.
Die übliche Aussprache – in englischsprachiger Lautschreibung – für „nor’easter“ ist an der Küste Neuenglands „naw-EE-stuh“ (ähnlich „LOB-stah“ für „lobster“). Abseits der Küste, etwa in Vermont, gerät die Betonung eher zu „noar-eastuh“. Über Jahrzehnte hinweg führte Edgar Comee aus Brunswick, Maine einen entschiedenen Feldzug gegen die Verwendung des Ausdruckes „nor’easter“ durch die Presse. Seine Bemühungen, einschließlich der Versendung hunderter von Postkarten, wurde kurz vor seinem Tod durch einen Artikel in The New Yorker beschrieben.
Trotzdem wird der Ausdruck weiterhin von der Presse genutzt. Zwischen 1975 und 1980 verwendeten Journalisten die Schreibweise „nor’easter“ nur in einem von fünf Fällen, im Jahre 2003 war das Verhältnis umgekehrt.
Der an der University of Pennsylvania lehrende Linguistikprofessor Mark Liberman wies darauf hin, dass, obwohl die Zitierungen im OED bis ins Jahr 1837 zurückreichen, sie die Beiträge einer Handvoll von nicht in Neuengland ansässigen Dichtern und Schriftstellern darstellen. Liberman denkt, dass „nor’easter“ ursprünglich nur eine literarische Umsetzung gewesen sein könnte, ähnlich „e’en“ für „even“ und „th’only“ statt „the only“, was darauf hinweist, dass die Schreibung von zwei Silben dem Zweck eines metrischen Versmaßes dient und keinerlei Rückschlüsse auf die damaligen Aussprache zulässt.

## Bekannte Nor’easter
- Great Blizzard of 1888
- Aschermittwochsturm 1962
- Groundhog-Day-Sturm 1976
- Blizzard of '78
- Thanksgiving 1984 Nor'easter
- Halloween Nor'easter of 1991 („Perfect Storm“, Zusammentreffen von Nor’easter und Hurrikan)
- Nordamerikanischer Blizzard 1996
- White Juan
- Nordamerikanischer Blizzard 2005
- Nordamerikanischer Blizzard 2006
- Thanksgiving 2006 Nor'easter
- Spring Nor'easter 2007
- Oktober Nor'easter 2011 mit Rekordschnee in Neuengland
- Blizzard Nemo 2013
- Kältewelle Anfang 2014 (Hercules/Polar vortex)